# Runavík
Runavík [ˈɹuːnavʊik] és una localitat i cap de municipi de l'illa d'Eysturoy, a les illes Fèroe. El municipi té una població total de 4.213 (2021) habitants repartits en 15 nuclis diferents; a Runavík hi viuen 589 persones (2021). És el tercer municipi més poblat de les Illes Fèroe després de Tórshavn i Klaksvík.

## Demografia
Runavík és la capital municipal d'un extens municipi que engloba 15 poblacions diferents. Algunes d'aquestes poblacions s'estenen continuadament al llarg de 10 km de la costa oriental del fiord Skálafjørður. Aquesta àrea urbana és la tercera més poblada de les Illes Fèroe. A continuació hi ha una llista de les localitats que hi ha dins del terme municipal amb els seus habitants el 2021.
| Localitat       | Hab. 2021 |
| --------------- | --------- |
| Æðuvík          | 104       |
| Elduvík         | 12        |
| Funningur       | 45        |
| Funningsfjørður | 70        |
| Glyvrar         | 423       |
| Lamba           | 166       |
| Lambareiði      | 7         |
| Oyndarfjørður   | 134       |
| Rituvík         | 302       |
| Runavík         | 589       |
| Saltangará      | 1.069     |
| Skálabotnur     | 132       |
| Skála           | 739       |
| Skipanes        | 46        |
| Søldarfjørður   | 375       |
| TOTAL           | 4.213     |

## Port

Vista general de Runavík.

Malgrat haver estat fundada en una data relativament recent (1916), Runavík ha desenvolupat un port important. Es tracta d'un port amb un ancoratge excel·lent que gaudeix d'un fons marí ferm i una profunditat d'entre 30 i 40 metres. Al principi havia estat utilitzat principalment per acollir vaixells de pesca, però avui en dia s'ha convertit també en una base de subministrament clau per a la indústria petroliera del Mar del Nord i en un port de transbordament per a mercaderies que entren i surten d'Europa. A finals dels anys noranta el port de Runavík va gaudir d'un nou desenvolupament gràcies al qual pot allotjar creuers.

## Infraestructures
El projecte de construcció d'un túnel submarí d'11 km entre Runavík i Tórshavn, l'Eysturoyartunnilin, va començar a materialitzar-se a principis del segle xxi. Aquest túnel havia de reduir significativament el temps de viatge entre ambdues localitats. El 2014, tots els partits polítics del parlament feroès van acordar com i quan construir l'Eysturoyartunnilin i, també, el Sandoyartunnilin (que connectarà, aquest, les illes de Streymoy i Sandoy). Les perforacions de l'Eysturoyartunnilin van començar finalement el 2016 i la seva innauguració va ser el 19 de desembre del 2020.

## Esports
L'equip de futbol local és el NSÍ Runavík, que juga els partits a casa a l'Estadi de Runavík. Van guanyar el campionat de Lliga feroès de futbol el 2007 i la copa els anys 1986 i 2002.